# Podul Lafranconi
Podul Lafranconi (în slovacă Most Lafranconi, anterior Most mládeže sau Podul Tineretului) este un pod rutier de beton peste Dunăre în Bratislava (Slovacia), situat pe autostrada D2. A fost construit în perioada 1985-1991; jumătatea din dreapta a fost deschisă circulației în 1990, iar restul în 1992. El este traversat de o autostradă cu patru benzi, având 766 m lungime (1134 m cu viaductele de acces) și 30 m lățime. Există benzi pentru bicicliști și pentru pietoni. El poate fi traversat zilnic de 41.000 de autovehicule.

## Originea numelui
Inițial, podul urma să fie numit Most mládeže (Podul Tineretului), dar autoritățile au decis să-l numească după fostul cămin studențesc Lafranconi, care se afla pe malul stâng al Dunării și era numit, la rândul său, după arhitectul italian Enea Grazioso Lanfranconi (1850-1895). Acesta a fost fondator al Societății Maghiare de Istorie și colecționar de opere de artă, gravuri și hărți istorice, fiind cel care a cartografiat cursul Dunării în Bratislava și s-a preocupat, de asemenea, de protejarea orașului împotriva inundațiilor.

## Descriere
Proiectul podului a fost ales după un concurs de arhitectură din 1976, la care au participat șapte propuneri. Prioritatea era de a avea un design estetic care să nu afecteze peisajul înconjurător, să nu strice aspectul orașului și să fie în armonie cu podul SNP. Podul a fost construit în anii 1985-1991, fiind inaugurat solemn în 1992.
Podul Lafranconi este primul pod din beton construit peste Dunăre în Bratislava. El are o lungime totală de 766 m și o lățime a părții carosabile de 30 m. Scopul său principal era de a face parte din autostrada D2 (Drumul European E65), având în plus o pasarelă și în interiorul structurii diverse conducte de apă și gaz. Pasarela este, de asemenea, folosită de drumul european E8. Capacitatea sa este de 41.000 de vehicule pe zi, care se pot deplasa pe patru benzi. 
Podul este situat în apropiere de frontiera austro-slovacă. Pe malul drept, în cartierul Petržalka, el este conectat la un nod de autostrăzi important pe plan internațional cu autostrada D1 (Drumul european E75) (care se îndreaptă înspre Slovacia centrală și Polonia) și ulterior cu D4 sau autostrada austriacă nord-est A6 (înspre Viena), în timp ce D2 continuă în Ungaria.

## Imagini

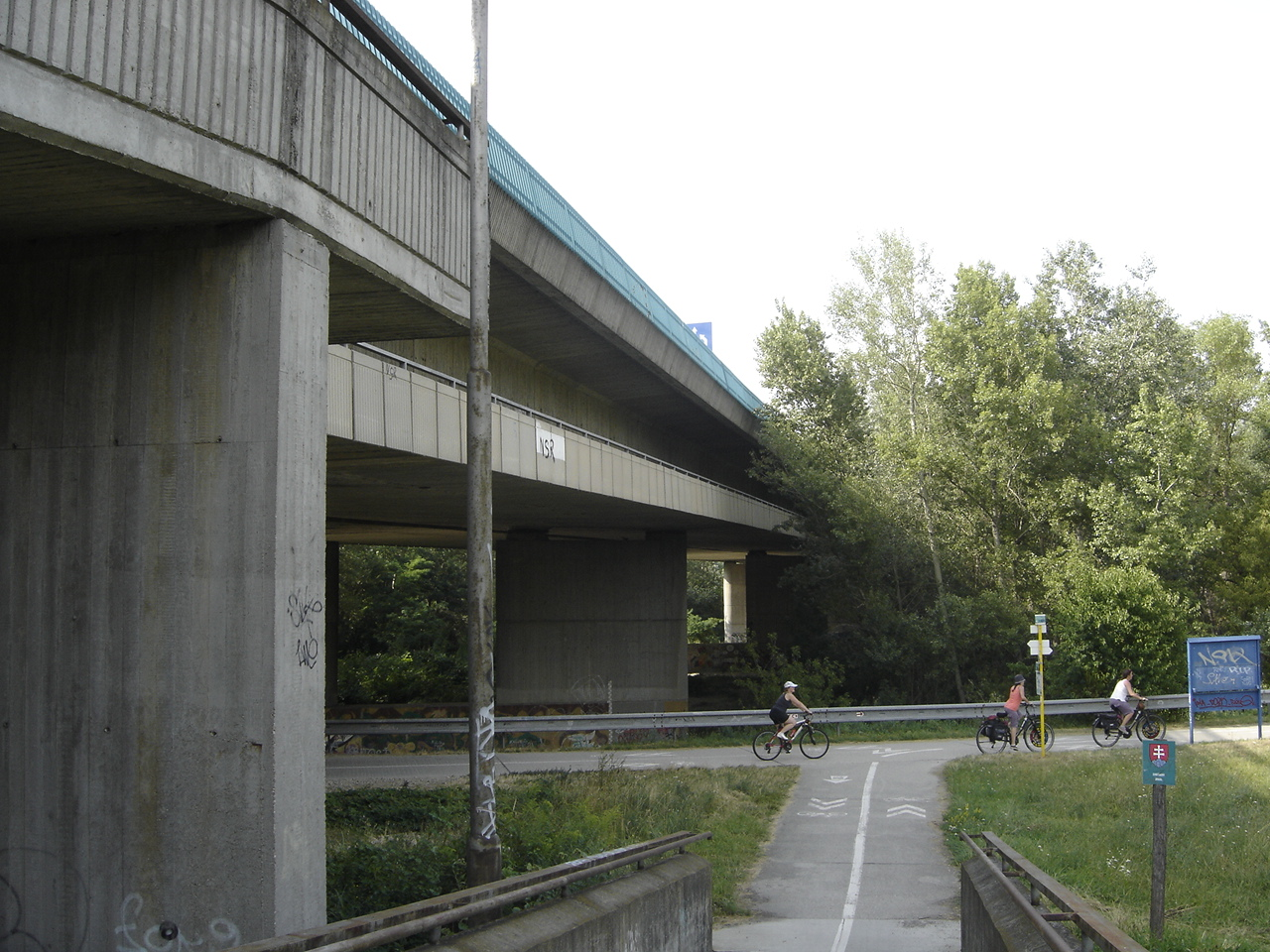
Pista de biciclişti EuroVelo 6 ce trece pe sub pod
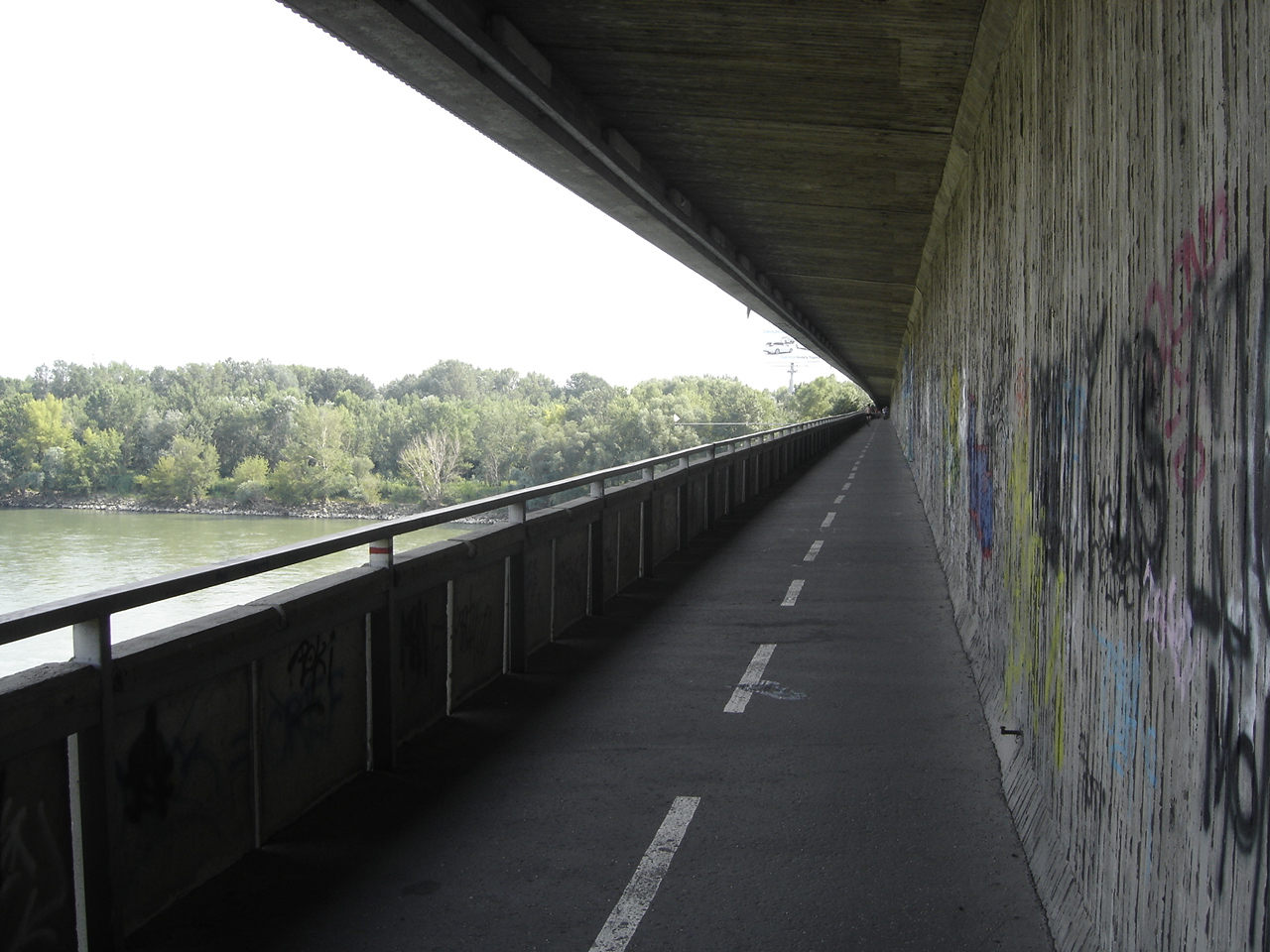
Calea de trecere pentru pietoni şi biciclişti
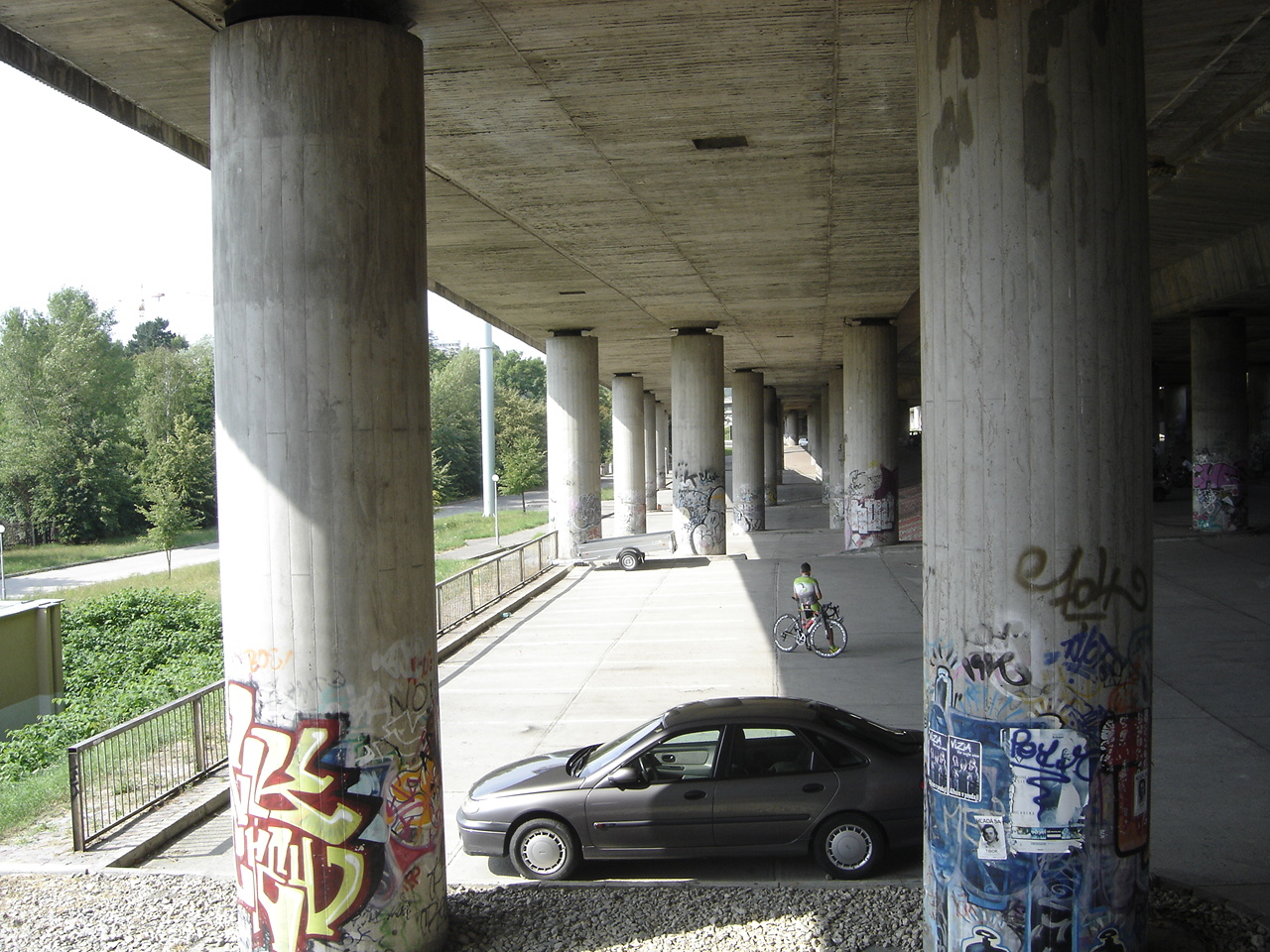
Parcare sub pod, pe malul stâng
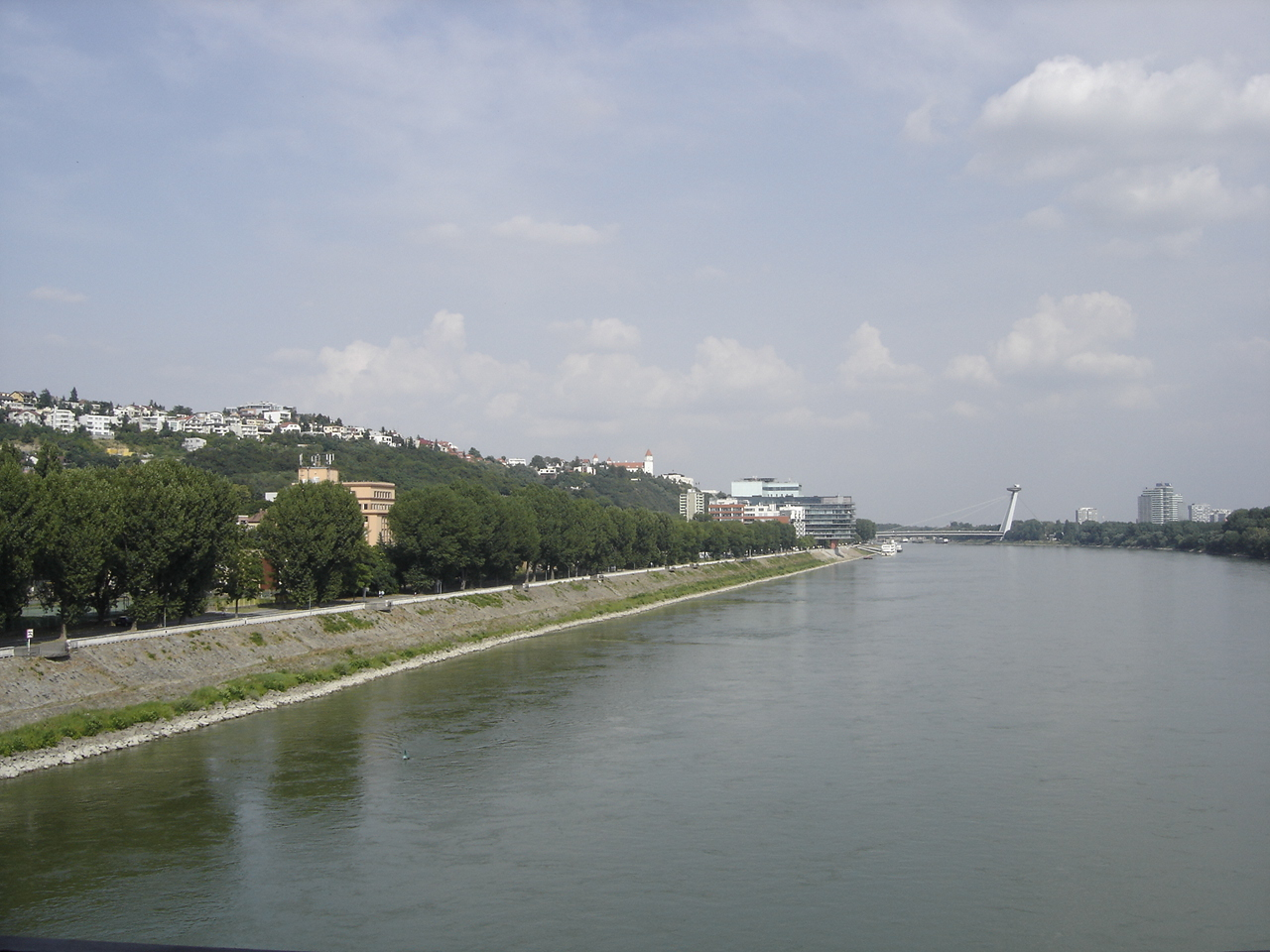
Vedere a podului SNP de pe podul Lafranconi
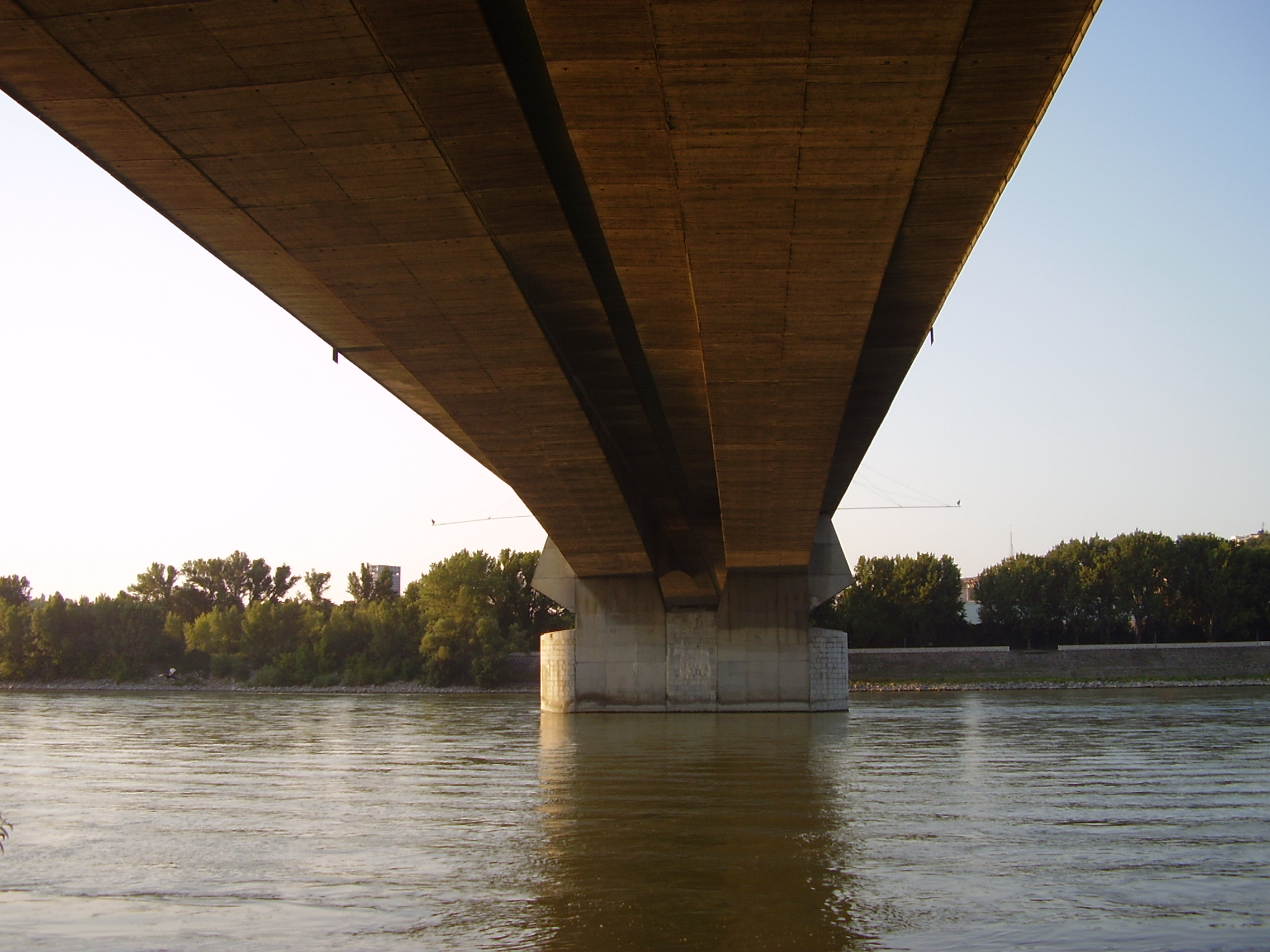
Partea inferioară a podului